# Odd Werin
Odd Sten-Eric Werin (* 12. Januar 1958 in Stockholm) ist ein schwedischer Konteradmiral.
Werin absolvierte eine Ausbildung zum Marineoffizier, die er 1981 abschloss. Er war Kommandant der HMS Styrbjörn und der HMS Malmö. Seit dem 1. September 2013 ist Werin militärischer Vertreter Schwedens bei der EU und NATO. Er gehört zu den 89 Personen aus der Europäischen Union, gegen die Russland im Mai 2015 ein Einreiseverbot verhängt hat.